# 常見寺
常見寺（じょうけんじ）は大阪府高槻市にある浄土真宗本願寺派（西本願寺）の寺院である。

## 概要
常見寺は大阪府高槻市の住宅地の中にあり、創建は鎌倉時代に遡る。境内には行信教校があり、空華学派の一大拠点としても知られる。

## 境内
- 本堂
- 山門
- 北門
- 如是堂
- 一味苑墓地
- 駐車場 - 月極区画もあり。
- 行信教校